# Chimie biomimétique
La chimie biomimétique (biomimetic chemistry, en anglais) est une branche de la chimie organique ou inorganique « qui imite les processus réactionnels se déroulant dans les milieux biologiques »,. Cette chimie peut notamment conduire à la production de matériaux dits bioinspirés. On la classe dans la chimie bioorganique.

## Exemples
La chimie biomimétique vise, par exemple, à imiter les réactions enzymatiques au moyen de catalyseurs synthétiques ou « enzymes artificiels ». Elle tente de réaliser des réactions proches (réelles ou supposées) de ce que font les enzymes dans la nature ou dans notre organisme.
Cette discipline peut s'intéresser à une enzyme ou molécule spécifique (ex manzamine) ou aux propriétés d'un métal. On parle ainsi de chimie biomimétique du Nickel, du chrome et de métalloenzymes. On parle aussi de « Chimie biomimétique combinatoire ».
La photosynthèse artificielle est un exemple de chimie biomimétique.

## En France
Des équipes scientifiques et laboratoires se sont constitués en France sur ce thème, avec notamment le laboratoire d'études dynamiques et structurales de la sélectivité (LEDSS), au sein de l'e Chimie Biomimétique » ; UMR CNRS 5616 de l'Université Joseph Fourier à Grenoble.